# Tropicanus caldwelli
Tropicanus caldwelli är en insektsart som beskrevs av Delong 1944. Tropicanus caldwelli ingår i släktet Tropicanus och familjen dvärgstritar. Inga underarter finns listade i Catalogue of Life.